# نلسون آکوستا
نلسون آکوستا (اسپانیایی: Nelson Acosta‎؛ زادهٔ ۱۲ ژوئن ۱۹۴۴) بازیکن فوتبال سابق اهل اروگوئه است.

## باشگاهی
از باشگاه‌هایی که در آن بازی کرده‌است می‌توان به باشگاه فوتبال پنیارول اشاره کرد.

## تیم ملی
وی همچنین در تیم ملی فوتبال اروگوئه بازی کرده است.